# Polymerbürste

Schematische Darstellung einer Polymerbürste auf einem planaren Substrat.

Polymerbürsten sind Oberflächenarchitekturen bei denen Polymerketten mit einem Kettenende chemisch an eine Oberfläche gebunden sind und zwar so, dass die Ketten sehr eng auf der Oberfläche stehen und sich wegen dieser hohen Pfropfdichte senkrecht zur Oberfläche strecken. Diese Konformation erinnert sehr entfernt an Bürsten, bei denen sich die Borsten auch senkrecht vom Grundkörper weg strecken. Der Begriff wurde von Pierre-Gilles de Gennes geprägt, der diese Systeme auch theoretisch beschrieben hat. Weitere grundlegende Arbeiten gehen auf Milner zurück.
Die modifizierten Substrate können dabei nicht nur planar sein (z. B. Siliziumscheiben), sondern auch stark gebogen, wie zum Beispiel bei Nanopartikeln.
Ein weiterer Spezialfall sind gepfropfte Copolymere, die aber eher mit dem Begriff Flaschenbürsten bezeichnet werden.

Polymerbürsten in der Variante einer Flaschenbürste (schematische Darstellung)

## Physik
Gepfropfte Polymere zeigen ein reichhaltiges Phasenverhalten:
- Im guten Lösungsmittel quellen die Bürsten auf und strecken sich.

- Im schlechten Lösungsmittel schrumpft die Bürste, eventuell so weit, dass der geschlossene Film aufreißt. Dabei entsteht abhängig von der Pfropfdichte eine strukturierte Oberfläche aus einzelne oder verbundenen Clustern.

- Zweikomponentige Bürsten aus nicht miteinander mischbaren Polymeren zeigen eine Musterbildung in der geschlossenen Bürste.

## Anwendung von Polymerbürsten
Für die Anwendung sind die durch die Polymere geänderten Oberflächeneigenschaften interessant. Allerdings ist dies noch ein sehr neues Gebiet der Werkstofftechnik, so dass es noch nicht viele umgesetzte Anwendungen gibt, die meisten der im Folgenden genannten Anwendungen sind noch Gegenstand der Forschung.
- Stabilisierung von Kolloiden

Hierbei wird ausgenutzt, dass die Polymerbürsten in gutem Lösungsmittel eine Barriere gegen die Durchdringung von anderen Bürsten oder großen Molekülen bilden. Der Grund dafür ist die starke Abnahme der Entropie, wenn der Bürste weniger zugängliches Volumen zur Verfügung steht.
- Änderung der Oberflächen von hydrophoben zu hydrophilem Charakter

Die meist polaren Farbstoffe und Lacke haften schlecht oder gar nicht an den meist unpolaren Kunststoffen. Andererseits soll häufig die Adsorption von Proteinen an Polymeroberflächen verhindert werden: In manchen Implantaten, wie zum Beispiel künstliche Herzklappen oder auch Dialysegeräten beeinträchtigt ein Anhaften von Proteinen oder Zellen deren Funktion.
- Verhinderung des Anhaftens von Zellfilmen

In den meisten Fällen soll das Wachstum von Zellfilmen unterdrückt bzw. verhindert werden, da diese Filme zur Korrosion der Oberfläche führen können, Rohrleitungen verstopfen, in Trinkwasserleitungen giftige Substanzen abgeben können. Auch zur Verhinderung des Fouling werden Polymerbürsten erprobt.
- Biokompatibilität

Im Bereich der Medizintechnik gibt es die Möglichkeit, Oberflächen von Implantaten so zu beschichten, dass sie den Zellen des umliegenden Gewebes nicht fremd vorkommen. Dies ist zum Beispiel für Prothesen wichtig, bei denen eine Abstoßungsreaktion des Körpers verhindert werden muss.
- Schmiermittel

Eine weitere interessante Eigenschaft ist die geringe Reibung zwischen zwei Bürsten in gutem Lösungsmittel, die z. B. in künstlichen Gelenken ausgenutzt werden könnte.